# Snakes (N-Gage)
Snakes («Змейки») — трёхмерная игра для мобильных телефонов Nokia Series 60 на основе старых двумерных игр типа Snake. Впервые выпущена для игрофона Nokia N-Gage, позже адаптирована для мобильных телефонов Nokia N-Series.
Версия с улучшенной графикой встроена в мобильный телефон Nokia N70. Поскольку Nokia N93 и Nokia N95 можно подключать к телевизору, возможно играть в Змейки на большом экране.

## Факты
«Змейки» — единственная официальная бесплатная игра для игрофона N-Gage. Фирма Nokia распространяет эту игру бесплатно из сентиментальных соображений. Дело в том, что одна из первых игр, которые Nokia разработала для мобильных телефонов, была игра «Змейка» («Питон»). Телефонов было продано много, и «Питон» невероятно распространился. Игра Snakes рассматривается как новое поколение того самого «Питона», прародителя самой концепции «игра на мобильном телефоне».
Трёхмерные «Змейки» теперь выпускаются и для новых телефонов N-Series. Но версия для N-Gage отличается тремя чертами, а именно:
- Бесплатна и может копироваться игроками. Более того, это поощряется. В игру встроен «вирусный» (точнее пиринговый: от одного пульта к другому) механизм распространения через Bluetooth (впрочем, плохо работающий из-за большого размера игры по сравнению со свободной памятью игрофона). На этом «вирусном маркетинге» основана и реклама игры;
- Включает режим совместной игры. До четырёх игроков могут играть в «Змейки» через Bluetooth;
- Держит таблицу рекордов не только в мобильном телефоне, но передаёт лучшие очки на Арену, игровой сервер Nokia. Игрок всегда может увидеть своё имя в таблице рекордов и узнать, на каком он месте в мире.

Все эти соревновательные возможности версии для N-Gage исключены из последующих версий «Змеек».